# 阿姆斯特朗 (明尼蘇達州)
阿姆斯特朗（英語：Armstrong）是位於美國明尼蘇達州弗里伯恩縣的一個非建制地區。

## 歷史
阿姆斯特朗於1878年成立，同年設立郵局，其後於1957年停運。此地得名自幫助當地建立首個穀倉塔的時任副總督托馬斯·H·阿姆斯特朗。

## 地理
阿姆斯特朗所處的海拔為高於海平面390米（即1280英呎），而該地所採用的時區為UTC-6，即北美中部時區（CST）。同時該地設有夏令時間，為UTC-6調快一小時，即UTC-5（CDT）。